# Dallas Cowboys 2022
La stagione 2022 dei Dallas Cowboys è stata la 63ª della franchigia nella National Football League e la terza con Mike McCarthy come capo-allenatore.
Per la prima volta dal 2014 l'offensive tackle La'el Collins non fece parte del roster, essendo stato svincolato il 18 marzo 2022, firmando successivamente con i Cincinnati Bengals. Malgrado una sconfitta contro i Jacksonville Jaguars nella settimana 15, i Cowboys centrarono un posto nei playoff in virtù della sconfitta dei Washington Commanders poche ore dopo. Fu la prima volta dal 2006–2007 che la squadra si qualificò per la postseason in due stagioni consecutive. Dopo che i Philadelphia Eagles batterono i New York Giants nell'ultimo turno, i Cowboys non riuscirono a bissare il titolo di division dell'anno precedente. La loro contemporanea sconfitta con i Commanders li fece concludere con lo stesso bilancio della stagione precedente, 12-5.
Nel turno delle wild card, i Cowboys batterono i Tampa Bay Buccaneers, vincendo la loro prima gara di playoff in trasferta in trent'anni e chiudendo la loro striscia senza vittorie contro Tom Brady, in quella che si rivelò l'ultima gara in carriera del quarterback. La settimana successiva furono eliminati dai San Francisco 49ers per il secondo anno consecutivo, arrivando a sette sconfitte consecutive nel divisional round.

## Scelte nel Draft 2022
| Scelte dei Cowboys nel Draft 2022 |        |               |       |                |
| Giro                              | Scelta | Giocatore     | Ruolo | College        |
| 1                                 | 24     | Tyler Smith   | OT    | Tulsa          |
| 2                                 | 56     | Sam Williams  | DE    | Ole Miss       |
| 3                                 | 88     | Jalen Tolbert | WR    | South Alabama  |
| 4                                 | 129    | Jake Ferguson | TE    | Wisconsin      |
| 5                                 | 155    | Matt Waletzko | OT    | North Dakota   |
| 5                                 | 167    | DaRon Bland   | CB    | Fresno State   |
| 5                                 | 176    | Damone Clark  | LB    | LSU            |
| 5                                 | 178    | John Ridgeway | DT    | Arkansas       |
| 6                                 | 193    | Devin Harper  | LB    | Oklahoma State |

## Staff
| Staff dei Dallas Cowboys nel 2022 |
| --- |
| Organi dirigenziali - Proprietario/Presidente/General manager – Jerry Jones - Direttore senior delle operazioni del football/amministrazione del football – Todd Williams - Direttore del salary cap & contratti dei giocatori – Adam Prasifka - Vice presidente del personale dei giocatori – Will McClay - Direttore degli osservatori dei college – Lionel Vital - Direttore degli osservatori dei professionisti – Alex Loomis - Assistente direttore osservatori dei college – Chris Hall Capo allenatore - Mike McCarthy - Assistente c.a. – Rob Davis Altri allenatori - Preparatore atletico – Harold Nash - Assistente p.a. – Kendall Smith - Assistente p.a. – Cedric Smith Allenatori dell'attacco - Coordinatore offensivo – Kellen Moore - Quarterback – Doug Nussmeier - Running back – Skip Peete - Wide receiver – Robert Prince - Tight end – Lunda Wells - Offensive line – Joe Philbin - Assistente offensive line – Jeff Blasko - Controllo qualità attacco – Chase Haslett Allenatori della difesa - Coordinatore difensivo – Dan Quinn - Defensive line – Aden Durde - Assistente defensive line – Leon Lett - Linebacker – Scott McCurley - Secondary/gioco sui passaggi – Joe Whitt Jr. - Defensive back – Al Harris - Assistente difesa senior – George Edwards - Controllo qualità difesa – Cannon Matthews Allenatori dello special team - Coordinatore dello special team – John Fassel - Assistente special team – Joe Bowden - Assistente – Scott Tolzien |

## Roster
| Roster dei Dallas Cowboys nel 2022 |
| --- |
| Quarterback - 4 Dak Prescott Running Back - 23 Rico Dowdle - 21 Ezekiel Elliott - 20 Tony Pollard Wide Receiver - 85 Noah Brown - 81 Simi Fehoko - 13 Michael Gallup - 3 Dennis Houston - 88 CeeDee Lamb - 18 Jalen Tolbert - 9 KaVontae Turpin Tight End - 48 Jake Ferguson - 49 Peyton Hendershot - 86 Dalton Schultz Offensive Linemen - 75 Josh Ball T - 63 Tyler Biadasz C - 68 Matt Farniok C - 70 Zack Martin G - 66 Connor McGovern G - 73 Tyler Smith G - 78 Terence Steele T - 71 Matt Waletzko T Defensive Linemen - 92 Dorance Armstrong DE - 93 Tarell Basham DE - 98 Quinton Bohanna DT - 56 Dante Fowler DE - 96 Neville Gallimore DT - 99 Chauncey Golston DE - 72 Trysten Hill DT - 90 DeMarcus Lawrence DE - 97 Osa Odighizuwa DT - 95 John Ridgeway DT - 54 Sam Williams DE Linebacker - 51 Anthony Barr OLB - 14 Jabril Cox MLB - 57 Luke Gifford OLB - 50 Devin Harper MLB - 11 Micah Parsons OLB - 55 Leighton Vander Esch MLB Defensive Back - 41 Markquese Bell SS - 30 DaRon Bland CB - 3 Anthony Brown CB - 7 Trevon Diggs CB - 29 C.J. Goodwin CB - 28 Malik Hooker FS - 1 Kelvin Joseph CB - 27 Jayron Kearse SS - 2 Jourdan Lewis CB - 24 Israel Mukuamu FS - 6 Donovan Wilson SS - 25 Nahshon Wright CB Special Team - 5 Bryan Anger P - 44 Jake McQuaide LS Lista delle riserve - 42 Devante Bond OLB (IR) - 89 Ian Bunting TE (IR) - 33 Damone Clark MLB (NF-Inj.) - 77 Tyron Smith OT (IR) - 36 Isaac Taylor-Stuart CB (IR) - 83 James Washington WR (IR) Squadra di allenamento - 60 Isaac Alarcón OT - 76 Aviante Collins OT - 31 Tyler Coyle FS - 34 Malik Davis RB - 19 Dontario Drummond WR - 15 Will Grier QB - 45 Malik Jefferson MLB - 65 Alec Lindstrom C - 19 Brett Maher K - 84 Sean McKeon TE - 30 Qadree Ollison RB - 10 Cooper Rush QB - 64 Dakoda Shepley OT - 80 Brandon Smith WR - 52 Mika Tafua DE - 40 Juanyeh Thomas FS - 91 Carlos Watkins DT 53 attivi, 6 inattivi, 16 nella squadra di allenamento |
| Legenda - I rookie sono in corsivo. - Il primo ruolo è il principale mentre gli eventuali successivi indicano i ruoli secondari. - (IR) sta per Injured Reserve ed indica la lista ristretta per un solo giocatore infortunato che può tornare ad allenarsi dopo la settimana 6 e a rientrare in prima squadra dopo che questa ha giocato 8 partite. - (NF-Inj.) / (NF-Ill.) stanno rispettivamente per Non-Football Injured e Non-Football Illness ed indicano le liste dove viene inserito un giocatore che ha un infortunio o una malattia non dipendente dal football americano. - (PUP) sta per Physically Unable to Perform ed indica la lista dove viene inserito un giocatore mentre è in attesa di recuperare la condizione fisica. Nella stagione regolare dopo la sesta partita giocata dalla propria squadra, il giocatore ha tempo tre settimane per riprendere ad allenarsi, più tre settimane aggiuntive dal suo rientro agli allenamenti per rientrare in prima squadra. |

## Precampionato
Il 12 maggio 2022 sono state annunciate le partite dei Cowboys nel precampionato.
| Precampionato |                |                        |           |        |                            |         |
| Settimana     | Data           | Avversario             | Risultato | Record | Stadio                     | Sintesi |
| 1             | 13 agosto 2022 | @ Denver Broncos       | S 7-17    | 0-1    | Empower Field at Mile High | Sintesi |
| 2             | 20 agosto 2022 | @ Los Angeles Chargers | V 32-18   | 1-1    | SoFi Stadium               | Sintesi |
| 3             | 26 agosto 2022 | Seattle Seahawks       | V 27-26   | 2-1    | AT&T Stadium               | Sintesi |

## Stagione regolare

### Calendario
Il calendario della stagione regolare è stato annunciato il 12 maggio 2022. Il gruppo degli avversari, stabiliti sulla base delle rotazioni previste dalla NFL per gli accoppiamenti tra le division nonché dai piazzamenti ottenuti nella stagione precedente, fu giudicato come il meno più duro da affrontare tra tutti quelli della stagione 2022.
| Stagione regolare |                   |                           |               |        |                            |         |
| Settimana         | Data              | Avversario                | Risultato     | Record | Stadio                     | Sintesi |
| 1                 | 11 settembre 2022 | Tampa Bay Buccaneers (S)  | S 3-19        | 0-1    | AT&T Stadium               | Sintesi |
| 2                 | 18 settembre 2022 | Cincinnati Bengals        | V 20-17       | 1-1    | AT&T Stadium               | Sintesi |
| 3                 | 26 settembre 2022 | @ New York Giants (M)     | V 23-16       | 2-1    | MetLife Stadium            | Sintesi |
| 4                 | 2 ottobre 2022    | Washington Commanders     | V 25-10       | 3-1    | AT&T Stadium               | Sintesi |
| 5                 | 9 ottobre 2022    | @ Los Angeles Rams        | V 22-10       | 4-1    | SoFi Stadium               | Sintesi |
| 6                 | 16 ottobre 2022   | @ Philadelphia Eagles (S) | S 17-26       | 4-2    | Lincoln Financial Field    | Sintesi |
| 7                 | 23 ottobre 2022   | Detroit Lions             | V 24-6        | 5-2    | AT&T Stadium               | Sintesi |
| 8                 | 30 ottobre 2022   | Chicago Bears             | V 49-29       | 6-2    | AT&T Stadium               | Sintesi |
| 9                 | Riposo            | Riposo                    | Riposo        | Riposo | Riposo                     | Riposo  |
| 10                | 13 novembre 2022  | @ Green Bay Packers       | S 28-31 (DTS) | 6-3    | Lambeau Field              | Sintesi |
| 11                | 20 novembre 2022  | @ Minnesota Vikings       | V 40-3        | 7-3    | U.S. Bank Stadium          | Sintesi |
| 12                | 24 novembre 2022  | New York Giants (T)       | V 28-20       | 8-3    | AT&T Stadium               | Sintesi |
| 13                | 4 dicembre 2022   | Indianapolis Colts        | V 54-19       | 9-3    | AT&T Stadium               | Sintesi |
| 14                | 11 dicembre 2022  | Houston Texans            | V 27-23       | 10-3   | AT&T Stadium               | Sintesi |
| 15                | 18 dicembre 2022  | @ Jacksonville Jaguars    | S 34-40 (DTS) | 10-4   | TIAA Bank Field            | Sintesi |
| 16                | 24 dicembre 2022  | Philadelphia Eagles       | V 40-34       | 11-4   | AT&T Stadium               | Sintesi |
| 17                | 29 dicembre 2022  | @ Tennessee Titans (T)    | V 27-13       | 12-4   | Nissan Stadium (Nashville) | Sintesi |
| 18                | 8 gennaio 2023    | @ Washington Commanders   | S 6-26        | 12-5   | FedEx Field                | Sintesi |

Note:
- Gli avversari della propria division sono in grassetto.
- Il simbolo "@" indica una partita giocata in trasferta.
- (M) indica il Monday Night Football, (T) il Thursday Night Football e (S) il Sunday Night Football.

## Play-off
Al termine della stagione regolare i Cowboys arrivarono secondi nella NFC East con un record di 12 vittorie e 5 sconfitte, qualificandosi ai play-off con il seed 5.
| Play-off   |                 |                            |           |        |                       |         |
| Turno      | Data            | Avversario (seed)          | Risultato | Record | Stadio                | Sintesi |
| Wild Card  | 16 gennaio 2023 | @ Tampa Bay Buccaneers (4) | V 31-14   | 1-0    | Raymond James Stadium | Sintesi |
| Divisional | 22 gennaio 2023 | @ San Francisco 49ers (2)  | S 12-19   | 1-1    | Levi's Stadium        | Sintesi |

## Premi

### Premi settimanali e mensili
- Micah Parsons:

difensore della NFC della settimana 5
- Tony Pollard:

running back della settimana 8
giocatore offensivo della NFC della settimana 11
- Dak Prescott:

quarterback della settimana 16